# El hombre rebelde
El hombre rebelde es un tratado filosófico de Albert Camus sobre la rebeldía, o sobre cómo y por qué a lo largo de la historia el hombre se levanta contra Dios y contra su amo. Publicado en 1951, examina tanto la rebeldía como la revuelta, que para Camus deben ser vistas como un mismo fenómeno manifestado en el ámbito personal y social respectivamente.
Está dividida en tres partes. La primera ilustra a partir de autores de la literatura como el Marqués de Sade y artistas como los románticos y surrealistas, la llamada "rebelión metafísica". El segundo apartado titulado "La rebelión histórica" describe los movimientos de la emancipación social que se alimentaron gracias al conocimiento de las categorías del sistema de Hegel. El anarquismo y las luchas sociales posteriores tendrán así lugar en una comprensión de la rebeldía y la emancipación del hombre en su condición de siervo. Por último, la obra dedicará una reflexión a la relación entre "arte y rebelión". En cada uno de estos apartados se abordan y detallan las distintas formas de la rebelión contra los valores y principios que se han aceptado como inmutables. Dios, moral y principios, se ponen en cuestión en el acto de la rebeldía a favor de una comprensión diferente, la cual ofrezca un sentido ajeno al de los principios superiores o divinos. Para Camus, no es la "revolución", sino la rebelión constante del espíritu que mueve al hombre crítico, humanista y emancipador, previniendo de la tiranía en nombre de la libertad.
Una de las frases más conocidas del libro es la siguiente, que se encuentra al inicio de la obra: 

¿Qué es un hombre rebelde? Un hombre que dice no. Pero negar no es renunciar: es también un hombre que dice sí desde su primer movimiento. (...) El rebelde (es decir, el que se vuelve o revuelve contra algo) da media vuelta. Marchaba bajo el látigo del amo y he aquí que hace frente. Opone lo que es preferible a lo que no lo es.

Camus apela a considerar la validez humanista de la "ética de la acción" (los métodos compatibles con los objetivos). Otros temas que trabaja en este libro son que la novela es en realidad la más elevada forma de rebeldía, y el romanticismo es más puro que cualquier conformismo. Con respecto a su pensamiento político en este libro afirmará la superioridad del individuo ejerciendo su poder a través de asociaciones libres, haciendo un alegato a favor del anarquismo y explicando su superioridad sobre el marxismo como forma de rebelión. 

[...] el sindicato contra el partido, el municipio contra el Estado, el individualismo solidario contra la sociedad de masas.